# الوداد الرياضي (كرة السلة)
الوداد الرياضي لكرة السلة (بالفرنسية: Wydad Athletic Club (Basket-ball)) فريق كرة سلة مغربي من مدينة الدار البيضاء تأسس سنة 1938، يمارس بالدوري المغربي لكرة السلة. شارك في عدة بطولات دولية، سواء بطولات عربية أو إفريقية.
فاز بعدة بطولات مغربية وبكؤوس العرش ويعتبر من بين أكثر الأندية تحقيقا للألقاب في المغرب حيت يملك 16 لقب منها 14 لقب محلي ولقبين خارجيين وألقاب محلية أخرى.
فاز بكأس الأندية المغاربية مرتين سنة 1965 و 1966، ووصل لنهائي البطولة سنة 1986. فاز الفريق أيضا بكأس العرش كذلك و احتل المرتبة الأولى في البطولة الوطنية. يمارس لاعبي الفريق ضمن لائحة المنتخب المغربي لكرة السلة.

## شعار النادي

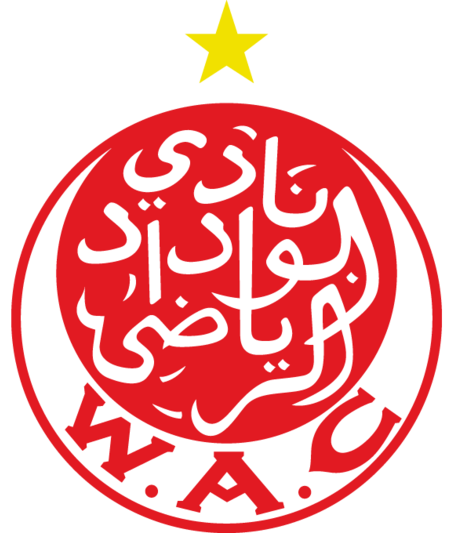
إضافة النجمة الذهبية الأولى لشعار النادي سنة 2013 بعد الفوز بعشر بطولات للدوري .

## أبرز اللاعبين
من أبرز لاعبي الفريق:
- محمد بنجلون التويمي
- العربي بن مبارك
- الطيب الصديقي
- عبد الإله العقاوي
- دولمان
- كريم لايادي
- ميهاجو ديليك
- سميث
- محمد حديدان
- رضا الهراس

## الإنجازات

### ألقاب النادي
|  | البطولات                         | الألقاب | السنوات                                                    | الوصافة                                                                      |
|  | -------------------------------- | ------- | ---------------------------------------------------------- | ---------------------------------------------------------------------------- |
|  | الدوري المغربي لكرة السلة        | 10      | 1965، 1966، 1967، 1975، 1976، 1982، 1983، 1985، 2000، 2013 | 1969، 1973، 1977، 1979، 1984، 1986، 1993، 1997، 2003، 2007، 2011، 2012، 2018 |
|  | كأس العرش لكرة السلة             | 4       | 1962، 1974، 1986، 2000                                     | 1985، 1987، 1997، 1998، 2016                                                 |
|  | كأس الأندية المغاربية لكرة السلة | 2       | 1965، 1966                                                 | 1986                                                                         |

  ينفرد بالرقم القياسي